# Pontelongo
Pontelongo là một đô thị thuộc tỉnh Padova vùng Veneto, tọa lạc cách khoảng 30 km về phía tây nam của Venezia và cách khoảng 20 km về phía đông nam của Padova. Tại thời điểm ngày 31 tháng 12 năm 2004, đô thị này có dân số 3.853 người và diện tích 10,8 km².
Pontelongo giáp các đô thị: Arzergrande, Bovolenta, Brugine, Candiana, Codevigo, Correzzola, Piove di Sacco.